# Pietro Fittipaldi
Pietro Fittipaldi da Cruz (Miami, 25 de junho de 1996) é um automobilista brasileiro nascido nos Estados Unidos que atualmente compete na IMSA SportsCar pela equipe Pratt Miller. Recentemente, pilotou o carro número 30 da Rahal Letterman Lanigan Racing na temporada da IndyCar Series de 2024. Também é piloto reserva da Haas F1 Team, tendo competido por essa equipe em duas provas da Fórmula 1 na temporada de 2020 substituindo o lesionado Romain Grosjean. Ele também é criador de conteúdo como Youtuber e Streamer, competindo no automobilismo virtual.
Ele foi campeão da NASCAR All-American Series na categoria Limited Late Model em 2011, sendo aos 15 anos de idade o primeiro latino-americano a conquistar um titulo nas divisões da NASCAR. Ele também foi campeão da Fórmula Renault Britânica em 2014, campeão da MRF Challenge Formula 2000 em 2015 e campeão da Fórmula V8 3.5 em 2017. Tem o prêmio de novato mais rápido da Indy 500 de 2021.

## Biografia
Pietro Fittipaldi da Cruz nasceu em Miami, sendo o filho mais velho de Juliana Dowding Fittipaldi e Carlos da Cruz, e tem dois irmãos: Valentina, que é atriz, e Enzo, que também é piloto e teve passagem recente na Fórmula 2. Ele é da quarta geração do "Clã" Fittipaldi, sendo neto de Emerson com Maria Helena Dowding, a primeira esposa do bicampeão da Fórmula 1, e também sobrinho-neto de Wilson Fittipaldi Jr, primo de Christian Fittipaldi, bisneto de Wilson Fittipaldi, e sobrinho de Massimiliano Papis e de Emmo Fittipaldi, todos com relações estreitas com o mundo do automobilismo.
Mesmo tendo nascido e se criado nos Estados Unidos, Pietro optou por correr sob a licença brasileira. Pietro Fittipaldi declarou abertamente ser torcedor do Palmeiras e por esse motivo usa o número 51 quando pode escolher uma numeração. O número faz alusão ao Torneio Internacional de Clubes Campeões do ano de 1951 do qual o Palmeiras foi o campeão.

## Carreira

### Kart
Pietro iniciou sua carreira como cartista nos Estados Unidos, onde permaneceu entre 2004 e 2009, participando de competições como a WKA Florida Championship Series e a Florida Winter Tour, além da Grand Nationals e a International Racing. Posteriormente, ele retornaria aos karts para o famoso Desafio Internacional das Estrelas de 2011 e 2012.

### NASCAR
Pietro iniciou a sua carreira fora dos karts aos quinze anos, participando da NASCAR All-American Series na categoria Limited Late Model em 2011. Correndo pela Lee Faulk Racing e enfrentando um grid inteiro de norte-americanos mais velhos e mais experientes, Pietro fez história ao ser o primeiro brasileiro a fazer uma pole e vencer em uma prova da NASCAR. Meses depois, Pietro se sagrou campeão com um oitavo lugar na Hickory Motor Speedway, sendo o primeiro latino-americano a conquistar o título na categoria de carros de turismo norte-americana.
Em 2012, Pietro subiu na All-American Series, e chegou a brigar pelo campeonato, mas ficou com a quinta posição na tabela. Mesmo assim, ele conquistou uma vitória na última corrida da temporada.
Apesar de ter dito inicialmente que pretendia seguir carreira na NASCAR, Pietro deixou a categoria em 2013, sendo convencido por seu avô Emerson e pelo bilionário mexicano Carlos Slim a iniciar uma jornada rumo à Fórmula 1.

### Fórmulas inferiores

#### Fórmula Renault
Em 2013 pela Fórmula Renault - Autumn Cup, Pietro entrou oficialmente pela primeira vez em um carro de fórmula para competir, e na Jamun Racing Services ele foi o sexto colocado no campeonato, com um pódio em três corridas. Na BRDC Formula 4 Winter Championship de 2013, Pietro novamente foi o sexto no campeonato com 127 pontos pela Mark Goodwin Racing, com três pódios em oito corridas, em um MSV F4-013 de motor Duratec.
Na Fórmula Renault Britânica, Pietro fez dezesseis corridas e ficou em oitavo no campeonato, com um Tatuus FR2000, e encerrou o ano de 2013 na Fórmula 4 Britânica novamente pela Mark Goodwin Racing dessa vez em um carro MSV F4-013 de pneus Duratec onde ele venceu uma das dezoito etapas.

Em 2014, Pietro disputou a Fórmula Renault 2.0, marcando presença nos campeonatos Eurocup e Alps, pelas equipes Koiranen GP e MGR Motorsport, ambas com um carro Tatuus FR 2.0-13. Porém o destaque do ano foi o seu segundo título da carreira na Fórmula Renault Britânica, com 10 vitórias em 15 corridas, além de um pódio como segundo colocado e dois como terceiro somados com três poles e 7 voltas mais rápidas.

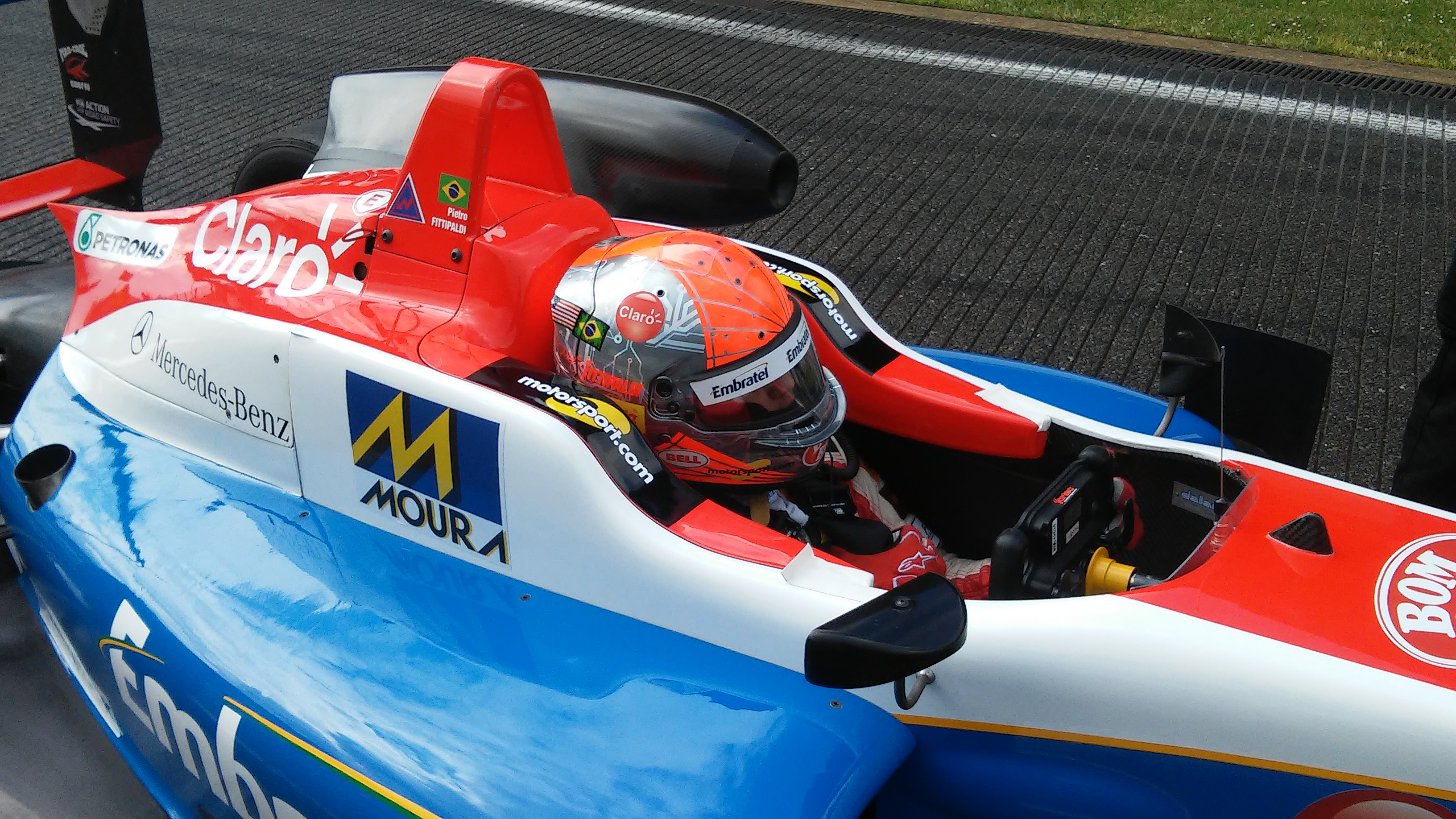
Pietro Fittipaldi em Spa pela F3 Europeia em 2015

#### Fórmula 3 Europeia
Em 2015, Pietro participou da Fórmula 3 Europeia pela Fortec Motorsports, e ele competiu contra futuros pilotos da F1, como Charles Leclerc, Lance Stroll, Antonio Giovinazzi, Alexander Albon e George Russell, além de enfrentar seus compatriotas Matheus Leist e Sérgio Sette Câmara. Os melhores resultados de Pietro foram dois sextos lugares na rodada de Algarve, e ele encerrou o ano com 32 pontos, ficando em décimo sétimo na classificação geral e em oitavo nos rookies.

#### MRF Challenge Fórmula 2000
Na MRF Challenge Fórmula 2000, campeonato com etapas na Ásia, Pietro correu em um Dallara Formulino Pro e enfrentou nomes como Tatiana Calderón e Mick Schumacher. Pietro obteve 4 vitórias em quatorze etapas, incluindo duas poles e duas voltas mais rápidas, além de dois pódios como segundo e três como terceiro colocado, Pietro foi campeão da temporada, com 244 pontos e fazendo 45 a mais do que Calderón, que foi a vice-campeã.

#### Fórmula V8 3.5

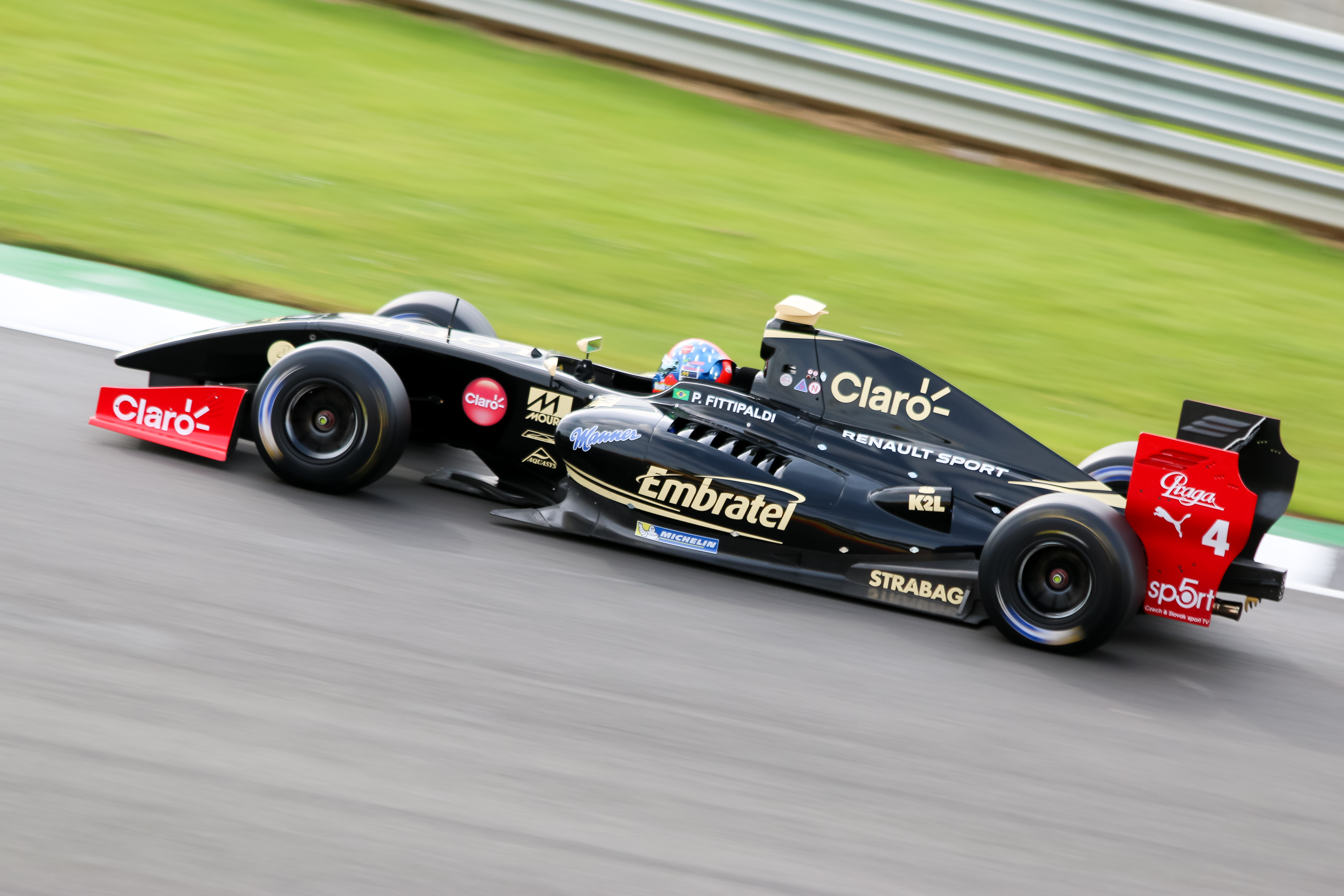
Pietro na prova de Silverstone da Fórmula V8 3.5 de 2017

Ele também competiu na Fórmula V8 3.5 antes de conquistar um novo título na carreira.
Abrindo o ano de 2017 de volta a Formula V8 3.5, Pietro vence o campeonato no seu segundo ano disputando a categoria, foram 6 vitórias em dezessete etapas, com incríveis dez poles positions e uma volta mais rápida, chegando em segundo por três vezes. E uma vez em terceiro com um Dallara FR 35-12 da equipe Lotus de motores Zytek 3.4 V8, foram 259 pontos conquistados, ele entrou para a história como último campeão da categoria que foi encerrada ao final da disputa.

#### Super Fórmula Japonesa
Pietro participou da primeira prova da Super Fórmula em 2018 em Suzuka com a Uomo Sunoco Team LeMans, de motor Toyota e chassi Dallara SF14. Ele ficou em 16º e foi substituído pelo francês Tom Dillmann pelo restante da temporada.
Pietro ensaiou um retorno à categoria em 2020, chegando a assinar com a BMax-Motopark, mas ele mudou de planos, e assim, o seu compatriota Sérgio Sette Câmara o substituiu na equipe.

#### Fórmula 3 Asiática
Pietro disputou o Campeonato Asiático de Fórmula 3 de 2019–20 onde competiu pela Pinnacle Motorsport e enfrentou pilotos como Nikita Mazepin e Jack Doohan. Pietro conquistou três pódios e terminou o campeonato na quinta colocação, com 119 pontos, o que o ajudou a completar a pontuação necessária para obter a superlicença FIA.

### Carros de Turismo

#### DTM

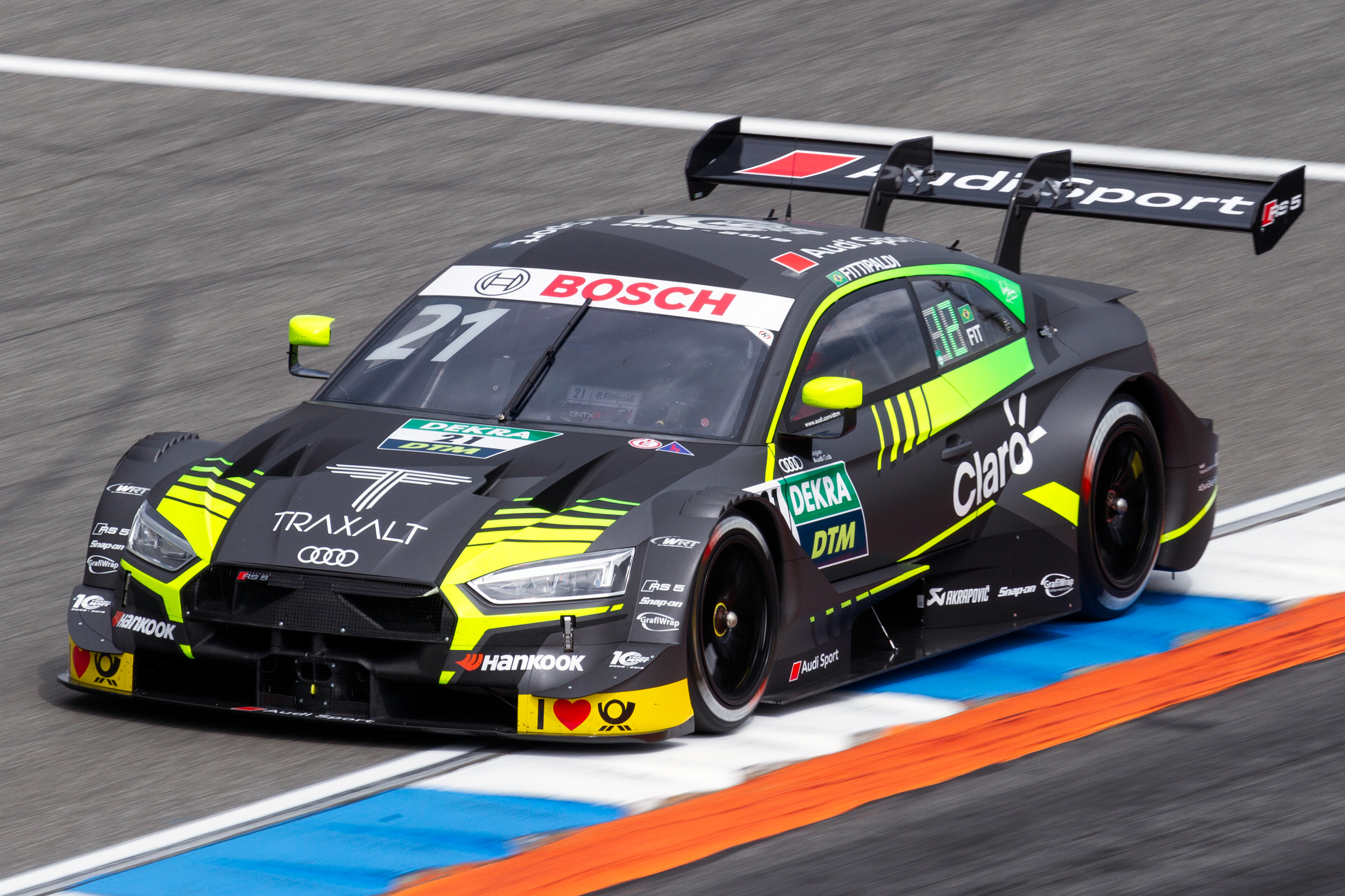
Pietro Fittipaldi pela DTM

A DTM também fez parte das atenções de Pietro em 2019, com o brasileiro correndo por dezessete etapas na WRT Team Audi Sport. Ele anotou duas voltas mais rápidas em Hockenheim e Brands Hatch, somando 22 pontos.

#### Porsche Cup
Pietro estreou em Interlagos pela Porsche Endurance Series - Carrera Cup em 2021 onde terminou em 9º com o Porsche 911 GT3 Cup 911 ll de motor Porsche 4.0.

#### Stock Car
Pietro debutou na Stock Car Pro Series em 2021, pela Full Time Bassani em um Toyota Corolla V8 nas duas etapas do já extinto Autódromo Internacional de Curitiba. Seu melhor resultado foi o oitavo lugar na segunda corrida curitibana.
Em 2022, Pietro esteve de volta a Stock Car para correr em Interlagos nas corridas de duplas a convite do seu amigo pessoal Tony Kanaan. Ele assumiu o carro em vigésimo e encerrou a corrida em quinto.

### Fórmula Indy

#### Dale Coyne Racing

##### 2018

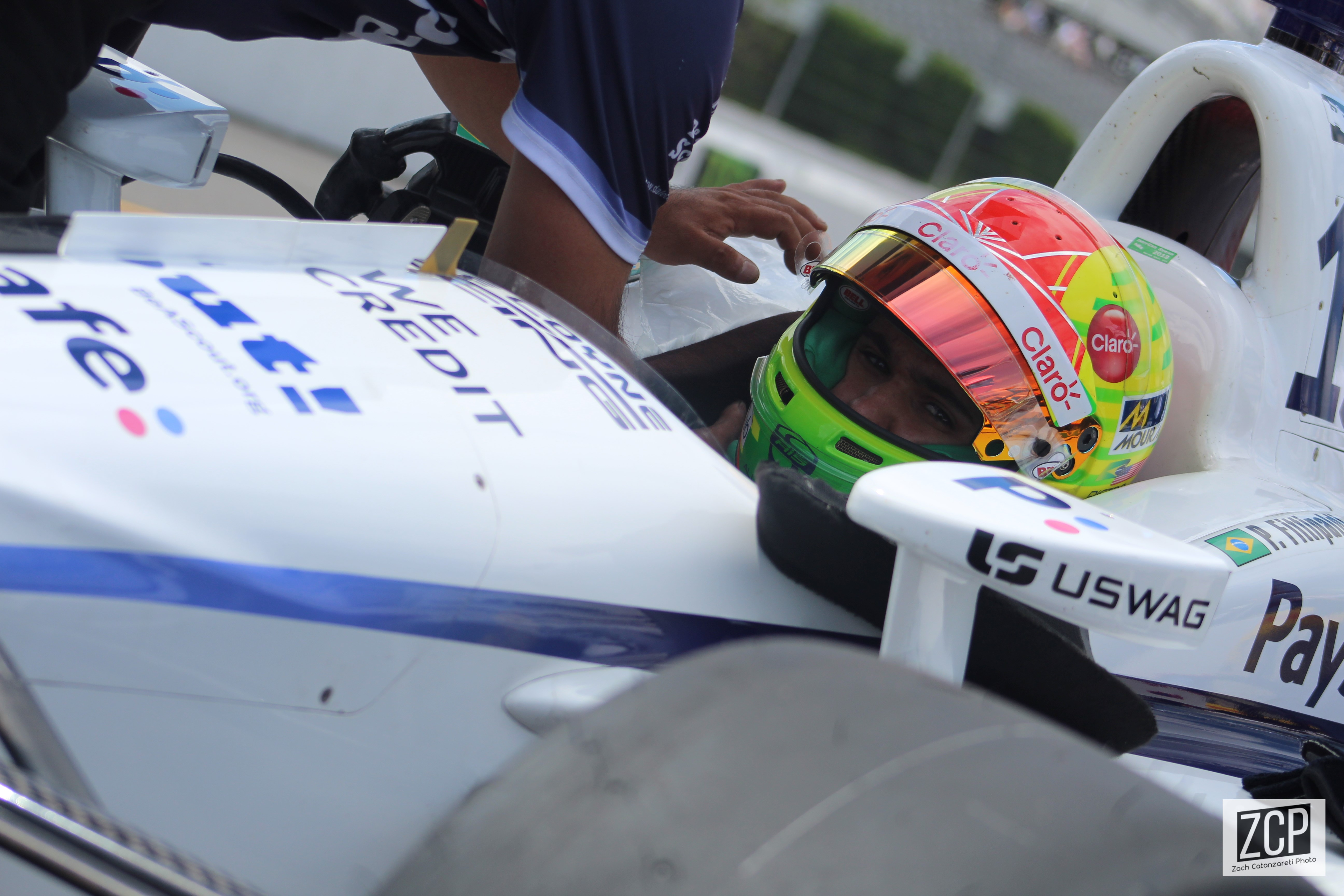
Fittipaldi no carro número 19 da Dale Coyne em 2018

Pietro participou da IndyCar Series em 2018, pela Dale Coyne Racing, em um Dallara DW12 de motor Honda e pneus Firestone. Ele esteve em seis etapas: a segunda em Phoenix e a sequência da decima terceira à decima sétima e última etapa do ano, contando com Mid-Ohio, Pocono, Gateway, Portland e Sonoma, com seu melhor resultado sendo a nona colocação em Portland. O brasileiro terminou o ano em 26º, com 91 pontos, e foi o sétimo entre os novatos de 2018.

##### 2021
Pietro retornou a Indy em 2021 pela Dale Coyne Racing with RWR em três etapas, uma dupla no Texas e nas 500 Milhas, marcando sua estreia na corrida mais tradicional dos EUA. Em ambas as corridas, Pietro substituiu Grosjean, que se ausentou dessas etapas por serem ovais e por ter outros compromissos, e por coincidência, Grosjean ocupava o carro de número 51, número escolhido pelo brasileiro na Fórmula 1.
Pietro ganhou o 47º Fastest Rookie Indy 500, prêmio concedido ao estreante mais veloz em uma volta das 500 Milhas de Indianápolis. Além de ter seu nome e marca gravado no troféu que fica no museu do autódromo, Pi Fitti recebeu uma placa personalizada com a marca, presentes dos patrocinadores, um cheque de 10 mil dólares e o famoso leite do vencedor oferecido pela associação dos produtores de leite da região em um dia de gravações com a equipe de produção de conteúdos da Indy .

#### Rahal Letterman Lanigan

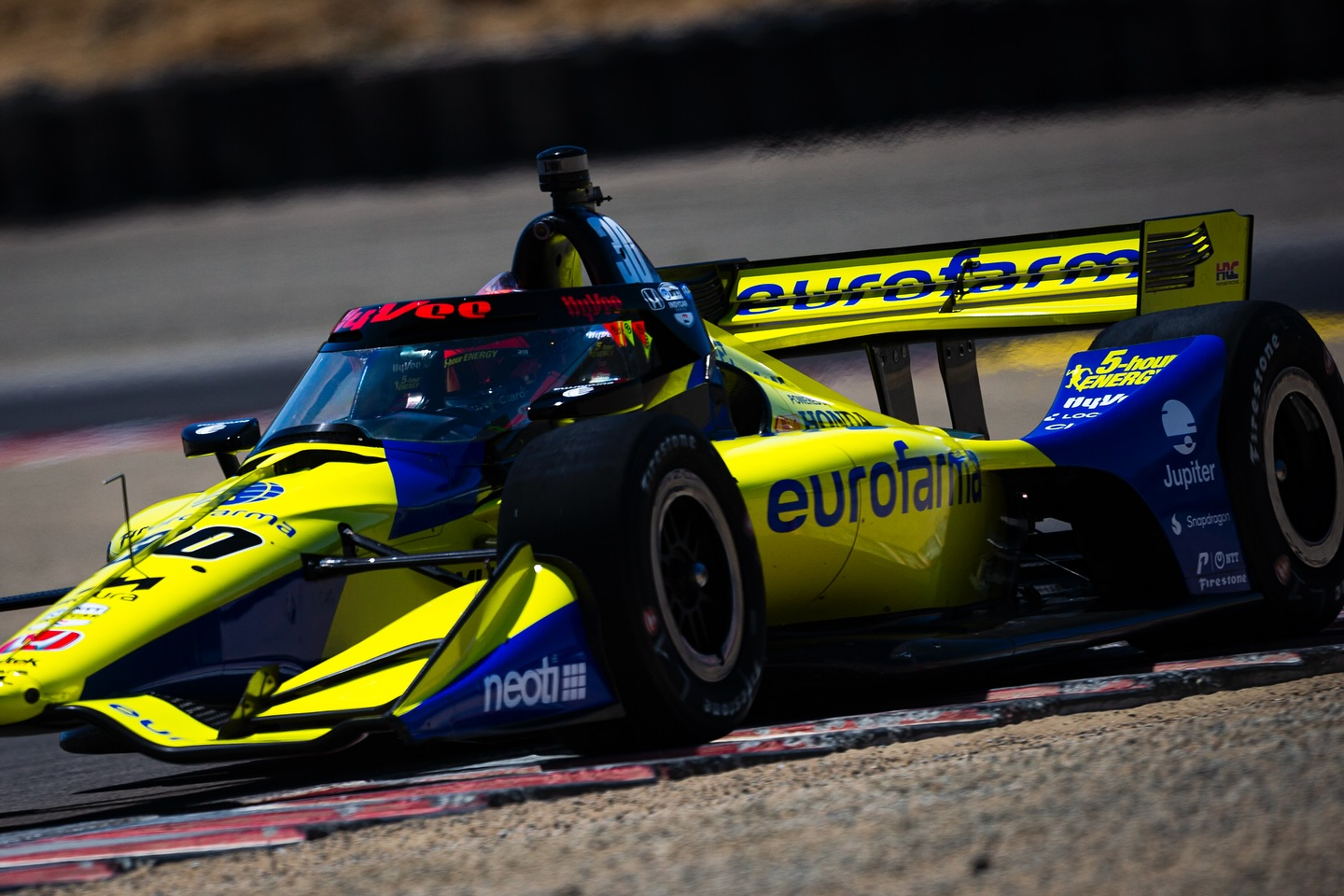
Pietro Fittipaldi guiando o carro número 30 da RLL em 2024

Em novembro de 2023, Pietro participou da sessão de testes coletivos em Sebring pela Rahal Letterman Lanigan Racing, dividindo os treinamentos com seu irmão Enzo, que correu pela Dale Coyne, antiga equipe de Pietro na Indy.
Em 2024, Pietro fez a temporada completa da IndyCar pela RLL, conduzindo o carro de número 30 e tendo como companheiros Graham Rahal e Christian Lundgaard. Seu ponto alto na temporada foi no Grande Prêmio de Indianápolis, quando liderou por uma volta. Pietro encerrou o ano em 19º, com 186 pontos, seu desempenho ajudou a RLL a se manter na Leader's Circle. Mas em dezembro de 2024, a RLL confirmou a saída de Pietro da equipe, colocando o canadense Devlin DeFrancesco para substituí-lo.

### Corridas de resistência

#### Mundial de Endurance
Pietro estrearia no Campeonato Mundial de Endurance da FIA em 2018, competindo nas 6 Horas de Spa-Francorchamps pelo carro nº 10 da DragonSpeed ao lado de Ben Hanley e Henrik Hedman na classe LMP1, mas eles não conseguiram iniciar a prova, por conta de uma forte batida de Pietro durante os treinos que o afastou das pistas por meses, por conta das fraturas expostas que o piloto brasileiro sofreu nas duas pernas.
Pietro deveria ter estreado nas 24 Horas de Le Mans de 2021 pela G-Drive Racing ao lado de John Falb e Rui Andrade, mas a corrida mudou de data por conta da pandemia, o que obrigou Pietro a abrir mão de participar dessa prova, sendo substituído por Roberto Merhi.

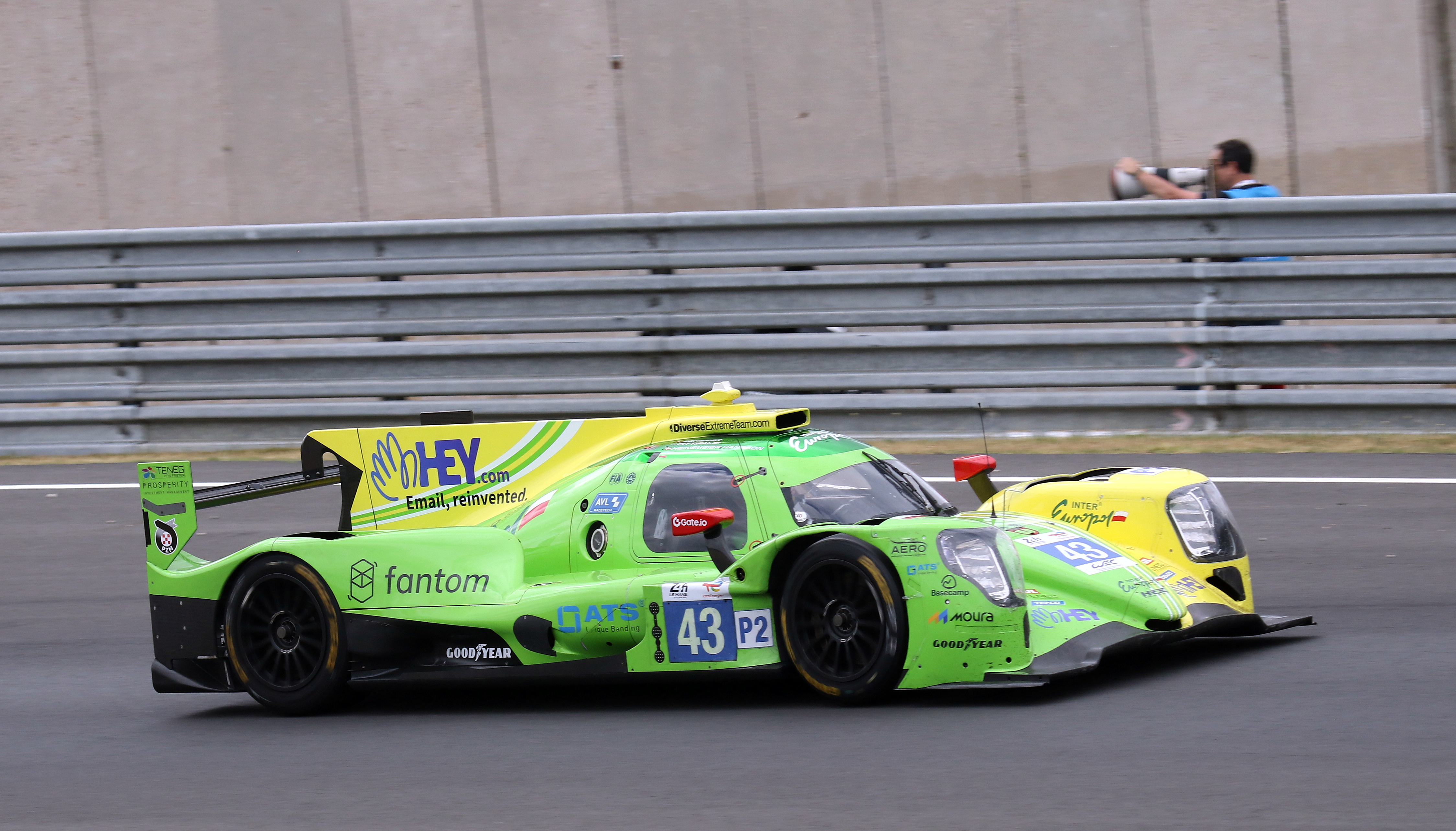
Carro de Pietro Fittipaldi nas 24 Horas de Le Mans de 2022

Assim, foi em 2022 que Pietro fez sua primeira participação nas 24 Horas de Le Mans. Correndo ao lado de Fabio Scherer e de David Heinemeier Hansson na equipe Inter Europol Competition, com um Oreca 07 de motor Gibson 4.2 e pneus Goodyear, ele chegou na décima quarta colocação na classe LMP2.

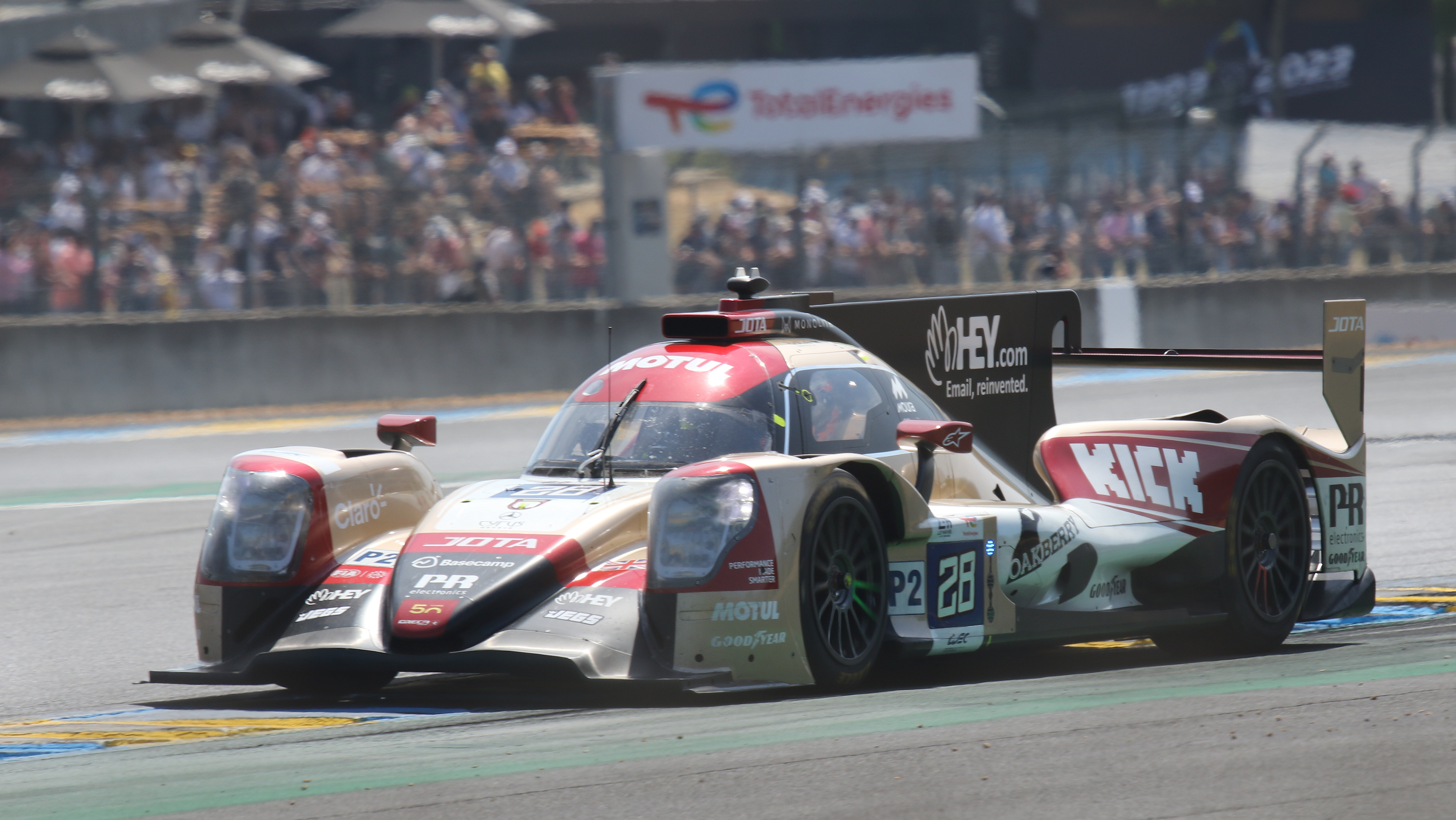
Carro de Pietro Fittipaldi nas 24 Horas de Le Mans de 2023

Pietro disputou a temporada completa do Mundial de Endurance em 2023. Ele seguiu na classe LMP2, mas dessa vez, ele correu na equipe Jota, tendo como parceiros os dinamarqueses David Heinemeier Hansson e Oliver Rasmussen no carro de número 28. O trio pontuou em todas as etapas, com destaque para a vitória nas 6 Horas de Monza, o terceiro lugar nas 8 Horas do Barém e a pole nas 24 Horas de Le Mans, com o trio chegando em nono lugar na LMP2 e em 24º na classificação geral. Assim, Pietro, David e Oliver encerraram o ano em sexto lugar no campeonato de pilotos da LMP2, somando 84 pontos.

#### ELMS
Em 2021 pela Le Mans Europeia - classe LMP2, Pietro correu pela G-Drive Racing na prova de Barcelona. Ele chegou na sétima posição em seu Aurus 01 de motor Gibson 4.2 e pneus Goodyear, mas não pôde seguir na categoria por conflito de datas com provas da Indy e compromissos como reserva da Haas na F1.
Ele seguiu na categoria em 2022, pela Inter Europol Competition, na qual disputou seis corridas, com destaque para o pódio conquistado em Spa, a segunda colocação foi a melhor posição já alcançada na história da equipe, a última etapa do ano ainda teve uma quarta colocação no Algarve, as etapas anteriores contaram com corridas em Paul Ricard, Imola, Monza e Barcelona que somadas renderam 32 pontos.
Em 7 de março de 2025, foi divulgado que Pietro voltaria a competir na ELMS na classe LMP2, dividindo o carro número 10 da Vector Sports com Vladislav Lomko e Ryan Cullen. Será a primeira vez que Pietro e seu irmão competirão como pilotos profissionais, já que semanas antes, Enzo tinha sido confirmado nessa categoria e nessa mesma classe, só que pela equipe CLX Motorsports. O trio de Pietro conquistou o pódio na corrida de estreia em Barcelona.

#### IMSA
Em 2023, Pietro foi contratado pela Rick Ware Racing para disputar a temporada completa da IMSA SportsCar, correndo com Eric Lux, Devlin DeFrancesco e Austin Cindric. Mas ele só participou de três provas, com o destaque sendo as 24 Horas de Daytona, na qual o trio terminou em sexto pela Michelin Endurance Cup.
Em janeiro de 2024, Pietro foi escalado para substituir Clément Novalak no carro 52 da Inter Europol, para disputar as tradicionais 24 Horas de Daytona ao lado de Nick Boulle, Jakub Śmiechowski e Tom Dillmann. O quarteto chegou a liderar a prova, mas encerrou na quarta colocação.
Em novembro de 2024, foi anunciado que Pietro retornaria para disputar a temporada completa da IMSA SportsCar em 2025. Ele correu pela classe LMP2 na equipe Pratt Miller, tendo como companheiro James Roe Jr, e guiando um Oreca 07 de número 73. Largou em quarto nas 24 Horas de Daytona, mas um acidente o impediu de brigar pela vitória, fechando a tradicional prova de endurance estadunidense na décima colocação.

### Fórmula 1

#### Haas
Depois da saída do seu primo Christian Fittipaldi ao final da temporada 1994, os Fittipaldis voltavam a ser um nome presente na Fórmula 1 quando no dia 9 de novembro de 2018, Pietro assinou de forma oficial como piloto de testes da Haas F1 Team para o ano de 2019. O brasileiro esteve nos testes de pós-temporada de Abu Dhabi em 2018. Em 2019, ele também participou dos testes de pré-temporada em Barcelona, nos testes de novatos no Barém e nos testes de meio de temporada em Barcelona.

##### 2020: Estreia

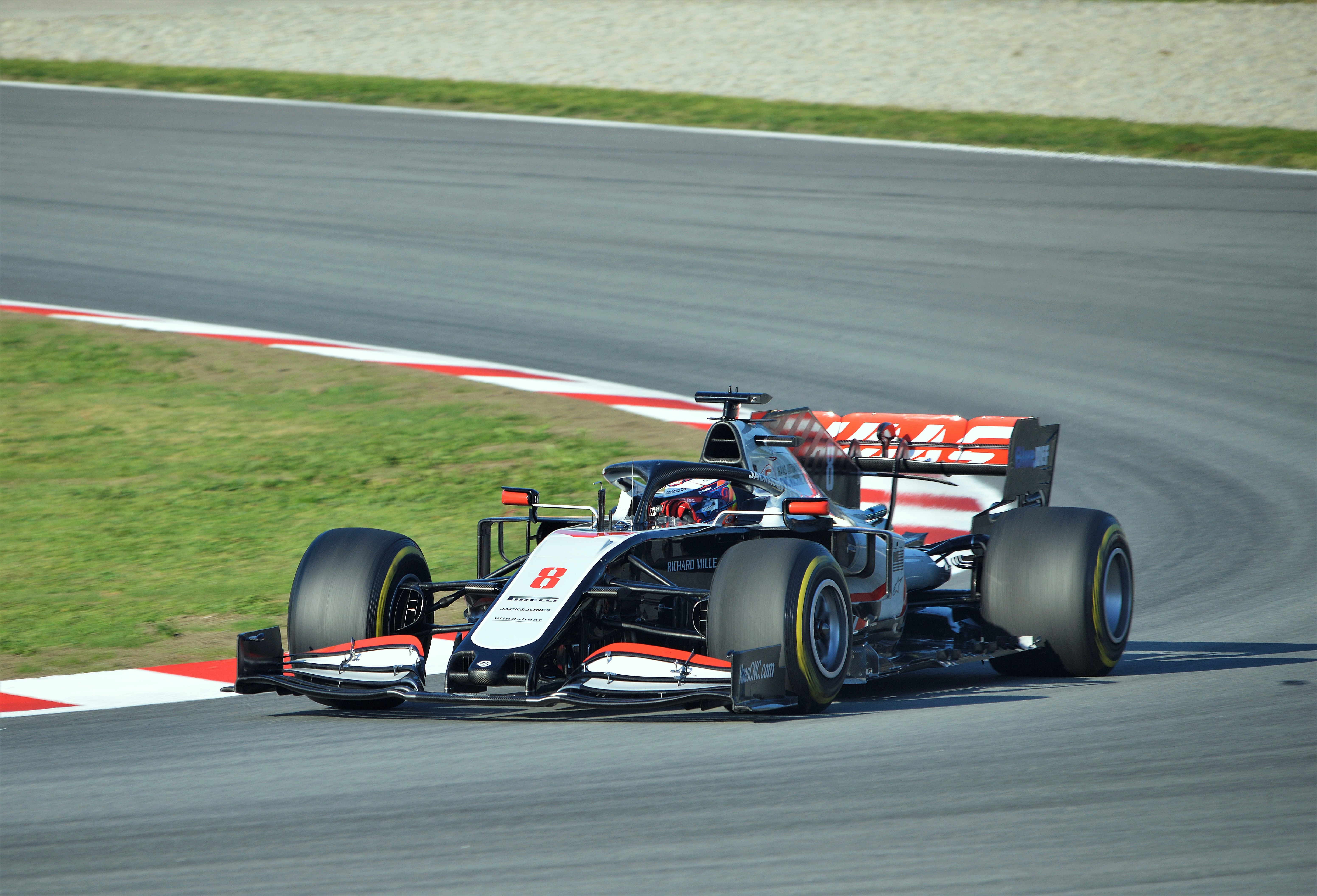
Haas VF-20 que Pietro assumiria com o número 51

Após o chocante acidente de Romain Grosjean na primeira volta do Grande Prêmio do Barém na temporada 2020 da Fórmula 1, Pietro saiu do posto de terceiro piloto para assumir a Haas VF-20, sem a possibilidade de fazer testes para se adaptar ao carro fora das seções de treinos oficiais, respeitando o regulamento da FIA para a categoria. A estreia ocorreu no GP de Sakhir, acabando com a ausência de um brasileiro no grid da categoria desde a aposentadoria de Felipe Massa ao fim da temporada 2017. Pietro entrou para história sendo o primeiro neto de piloto de Fórmula 1 a largar em uma corrida em 70 anos de categoria. Pietro largou em 20º lugar, ficando quase um segundo atrás de seu companheiro de equipe Kevin Magnussen, o 16º. Na corrida, ele terminaria à frente de Magnussen, porém nas últimas voltas ele foi chamado aos pits para uma troca de pneus extra, onde o dinamarquês recuperou a posição frente ao brasileiro, que ficou na décima sétima e última colocação dentre os que terminaram a prova.
Ainda sem condições de competir devido a queimaduras principalmente nas mãos, como nos pés, Grosjean ficou de fora da sua última corrida sob contrato com a Haas, Pietro se manteve no carro 51 para o Grande Prêmio de Abu Dhabi, a última prova da temporada, onde se classificou em 19º, ficando à frente apenas de Nicholas Latifi da Williams, mas subiu duas posições por conta das punições que Sergio Pérez e Kevin Magnussen sofreram por terem trocado elementos da unidade de energia. Na corrida, Pietro conseguiu manter um ritmo constante e terminou a prova na mesma posição que largou, mas voltou a estar na última colocação dentre os que a completaram.

##### 2021 —presente: Retorno ao posto de reserva
Chegou a se cogitar a permanência de Pietro como titular para 2021, já que Grosjean e Magnussen não seguiriam na Haas, porém Mick Schumacher e Nikita Mazepin foram os selecionados pela equipe, que manteve Pietro Fittipaldi como terceiro piloto. Em 2021, Pietro conciliou seu posto de reserva na Haas com suas aparições na IndyCar.
Em 2022, Pietro dirigiu o Haas VF-22 durante os testes de pré-temporada, e chegou a estar cotado para substituir Nikita Mazepin quando a Haas rescindiu seu contrato. Mas novamente, a Haas o preteriu, optando por trazer Kevin Magnussen de volta. Assim, Pietro voltou a conduzir o VF-22 nos treinos livres da Cidade do México, de Abu Dhabi, e também participou dos testes de pós-temporada nessa mesma pista emiradense.
Em 2023, Pietro seguiu na função de reserva, marcando presença na sessão de testes dos pneus Pirelli em Silverstone e no teste de jovens pilotos em Abu Dhabi, no qual ele completou 130 voltas com o VF-23.
Em 2024, Pietro dividiu o posto de reserva com o membro da Ferrari Driver Academy Oliver Bearman. O brasileiro voltou a conciliar o posto com sua primeira temporada completa na Indy, voltando a participar dos testes com pneus Pirelli na pista de Silverstone. Contudo, Bearman teve mais oportunidades de testar o carro e posteriormente, o britânico foi anunciado como titular da Haas, ao lado de Esteban Ocon. Bearman também competiu em duas provas neste ano: Azerbaijão e São Paulo, substituindo Magnussen em ambas as oportunidades, embora Pietro tenha afirmado que teria substituído o dinamarquês na etapa brasileira se Bearman não estivesse em São Paulo.
Pietro não foi oficialmente confirmado como reserva da Haas para 2025. Em vez disso, a equipe anunciou o japonês da Toyota Gazoo Racing e antigo reserva da Alpine Ryō Hirakawa, que ficará com todas as quatro vagas de TL1 disponíveis para novatos.

## Automobilismo virtual
Nas competições oficiais no modo online Pietro e os demais pilotos de nível mundial se uniram aos competidores de exclusividade virtual para correr em seus simuladores espalhados ao redor do mundo, o tempo livre com os cancelamentos de corridas e adiamentos das etapas levaram o jovem Pietro a sentar em seu simulador para disputar ao longo de 2020 a NASCAR PEAK México iRacing Series (com um pódio em três corridas), 24H Le Mans Virtual - LMP2, Veloce Esports - Not the GP, Veloce Pro Series, Race for the World, Real Racers Never Quit by Team Redline e a F1 Esports Virtual Grand Prix (com uma pole position em sete corridas). Juntamente com seu irmão Enzo, Pietro conquistou títulos em corridas de simulador, como o da F1 Virtual em 2021.

## Criador de conteúdo
Junto com o seu irmão mais novo, Enzo Fittipaldi, Pietro forma o canal do Fittipaldi Brothers no Youtube com vídeos as terças e sextas mostrando as rotinas de treinos e vida pessoal de ambos em seus eventos, seja junto ou em diferentes pontos do mundo com mais de 80 mil inscritos. Na Twitch o canal Fittipaldi Brothers tem mais de 110 mil inscritos, lá ocorrem as lives e gameplays dos jogos de automobilismos além das conversas com os fãs. O lema dos canais é a tag FittiForce.

## Registros na carreira

### Sumário
| Temporada | Categoria                                  | Equipe                                     | Corridas                | Vitórias                | Poles                   | V.M.R.                  | Pódio                   | Pontos                  | Classificação           |
| --------- | ------------------------------------------ | ------------------------------------------ | ----------------------- | ----------------------- | ----------------------- | ----------------------- | ----------------------- | ----------------------- | ----------------------- |
| 2011      | NASCAR Whelen All-American Series          | Lee Faulk Racing                           | 20                      | 4                       | 3                       | ?                       | 13                      | 400                     | 1º                      |
| 2012      | NASCAR Whelen All-American Series          | Lee Faulk Racing                           | 23                      | 1                       | 2                       | ?                       | 3                       | 355                     | 5º                      |
| 2013      | Fórmula Renault Britânica                  | Jamun Racing Services                      | 16                      | 0                       | 0                       | 0                       | 0                       | 163                     | 8º                      |
| 2013      | Fórmula Renault Britânica - Taça de Outono | Jamun Racing Services                      | 3                       | 0                       | 0                       | 0                       | 1                       | 45                      | 6º                      |
| 2013      | Fórmula 4 Britânica                        | MGR Motorsport                             | 18                      | 1                       | 0                       | 1                       | 1                       | 165                     | 15º                     |
| 2013      | Fórmula 4 Britânica (série de inverno)     | MGR Motorsport                             | 8                       | 0                       | 0                       | 0                       | 3                       | 127                     | 6º                      |
| 2014      | Fórmula Renault Britânica                  | MGR Motorsport                             | 15                      | 10                      | 3                       | 7                       | 12                      | 431                     | 1º                      |
| 2014      | Fórmula Renault 2.0 Alpes                  | MGR Motorsport                             | 8                       | 0                       | 0                       | 0                       | 0                       | 43                      | 9º                      |
| 2014      | Eurocopa de Fórmula Renault                | Koiranen GP                                | 2                       | 0                       | 0                       | 0                       | 0                       | 0                       | NC                      |
| 2015      | Campeonato Europeu de Fórmula 3 da FIA     | Fortec Motorsports                         | 33                      | 0                       | 0                       | 0                       | 0                       | 32                      | 16º                     |
| 2015      | Masters da Formula 3                       | Fortec Motorsports                         | 1                       | 0                       | 0                       | 0                       | 0                       | N/A                     | 13º                     |
| 2015–16   | MRF Challenge                              | MRF Racing                                 | 14                      | 4                       | 2                       | 2                       | 9                       | 244                     | 1º                      |
| 2016      | Fórmula V8 3.5 Series                      | Fortec Motorsports                         | 18                      | 0                       | 0                       | 0                       | 1                       | 60                      | 10º                     |
| 2017      | Fórmula V8 3.5                             | Lotus                                      | 18                      | 6                       | 10                      | 2                       | 10                      | 259                     | 1º                      |
| 2018      | IndyCar Series                             | Dale Coyne Racing                          | 6                       | 0                       | 0                       | 0                       | 0                       | 91                      | 26º                     |
| 2018      | Super Fórmula Japonesa                     | UOMO Sunoco Team LeMans                    | 1                       | 0                       | 0                       | 0                       | 0                       | 0                       | 22º                     |
| 2018–19   | Campeonato Mundial de Endurance da FIA     | DragonSpeed                                | 0                       | 0                       | 0                       | 0                       | 0                       | 0                       | NC                      |
| 2019      | Deutsche Tourenwagen Masters (DTM)         | Audi Sport Team WRT                        | 15                      | 0                       | 0                       | 2                       | 0                       | 22                      | 15º                     |
| 2019      | Deutsche Tourenwagen Masters (DTM)         | Audi Sport Team Rosberg                    | 2                       | 0                       | 0                       | 0                       | 0                       | 22                      | 15º                     |
| 2019–20   | Campeonato Asiático de Fórmula 3           | Pinnacle Motorsport                        | 15                      | 0                       | 0                       | 0                       | 1                       | 119                     | 5º                      |
| 2020      | Fórmula 1                                  | Haas F1 Team                               | 2                       | 0                       | 0                       | 0                       | 0                       | 0                       | 23º                     |
| 2021      | IndyCar Series                             | Dale Coyne Racing com Rick Ware Racing     | 3                       | 0                       | 0                       | 0                       | 0                       | 34                      | 32º                     |
| 2021      | European Le Mans Series - LMP2             | G-Drive Racing                             | 1                       | 0                       | 0                       | 0                       | 0                       | 6                       | 26º                     |
| 2021      | Stock Car Brasil                           | Full Time Bassani                          | 2                       | 0                       | 0                       | 0                       | 0                       | 0                       | NC                      |
| 2021      | Fórmula 1                                  | Haas F1 Team                               | Piloto de teste/reserva | Piloto de teste/reserva | Piloto de teste/reserva | Piloto de teste/reserva | Piloto de teste/reserva | Piloto de teste/reserva | Piloto de teste/reserva |
| 2022      | European Le Mans Series - LMP2             | Inter Europol Competition                  | 4                       | 0                       | 0                       | 0                       | 0                       | 2                       | 16º                     |
| 2022      | Stock Car Brasil                           | Full Time Bassani                          | 1                       | 0                       | 0                       | 0                       | 0                       | 0                       | NC                      |
| 2022      | Fórmula 1                                  | Haas F1 Team                               | Piloto de teste/reserva | Piloto de teste/reserva | Piloto de teste/reserva | Piloto de teste/reserva | Piloto de teste/reserva | Piloto de teste/reserva | Piloto de teste/reserva |
| 2023      | Mundial de Endurance - LMP2                | Jota                                       | 7                       | 1                       | 1                       | 0                       | 2                       | 84                      | 6º                      |
| 2023      | 24 Horas de Le Mans - LMP2                 | Jota                                       | 1                       | 0                       | 0                       | 0                       | 0                       | N/A                     | 13º                     |
| 2023      | IMSA SportsCar - LMP2                      | Rick Ware Racing                           | 3                       | 0                       | 0                       | 0                       | 0                       | 484                     | 22º                     |
| 2023      | Fórmula 1                                  | MoneyGram Haas F1 Team                     | Piloto de teste/reserva | Piloto de teste/reserva | Piloto de teste/reserva | Piloto de teste/reserva | Piloto de teste/reserva | Piloto de teste/reserva | Piloto de teste/reserva |
| 2024      | IndyCar Series                             | Rahal Letterman Lanigan Racing             | 18                      | 0                       | 0                       | 0                       | 0                       | 186                     | 19º                     |
| 2024      | IMSA SportsCar - LMP2                      | Inter Europol by PR1/Mathiasen Motorsports | 1                       | 0                       | 0                       | 0                       | 0                       | 312                     | 40º                     |
| 2024      | Fórmula 1                                  | Haas F1 Team                               | Piloto de teste/reserva | Piloto de teste/reserva | Piloto de teste/reserva | Piloto de teste/reserva | Piloto de teste/reserva | Piloto de teste/reserva | Piloto de teste/reserva |
| 2025      | IMSA SportsCar - LMP2                      | Pratt Miller                               | 1                       | 0                       | 0                       | 0                       | 0                       | 248                     | 9º                      |
| 2025      | European Le Mans Series - LMP2             | Vector Sport                               | 0                       | 0                       | 0                       | 0                       | 0                       | 0                       | 0                       |

### Resultados na Fórmula 1
Legenda: Corridas em negrito indicam pole position; corridas em itálico indicam volta mais rápida.
| Temporada | Equipe       | Chassis    | Motor              | 1   | 2   | 3   | 4   | 5  | 6   | 7   | 8   | 9   | 10  | 11  | 12  | 13  | 14  | 15  | 16     | 17     | Class. | Pontos |
| --------- | ------------ | ---------- | ------------------ | --- | --- | --- | --- | -- | --- | --- | --- | --- | --- | --- | --- | --- | --- | --- | ------ | ------ | ------ | ------ |
| 2020      | Haas F1 Team | Haas VF-20 | Ferrari 065 1.6 V6 | AUT | EST | HUN | GBR | 70 | ESP | BEL | ITA | TOS | RUS | EIF | POR | EMI | TUR | BAR | SKR 17 | ABU 19 | 23°    | 0      |

### Resultados na IndyCar Series
(Legenda)
| Ano  | Equipe                                | Chassi       | Motor | 1      | 2      | 3      | 4      | 5      | 6       | 7      | 8      | 9      | 10     | 11     | 12     | 13     | 14     | 15     | 16     | 17     | 18     | Class. | Pontos |
| ---- | ------------------------------------- | ------------ | ----- | ------ | ------ | ------ | ------ | ------ | ------- | ------ | ------ | ------ | ------ | ------ | ------ | ------ | ------ | ------ | ------ | ------ | ------ | ------ | ------ |
| 2018 | Dale Coyne Racing                     | Dallara DW12 | Honda | STP    | PHX 23 | LBH    | ALA    | IMS    | INDY    | DET    | DET    | TXS    | RDA    | IOW    | TOR    | MDO 23 | POC 22 | GTW 11 | POR 9  | SNM 16 |        | 26º    | 91     |
| 2021 | Dale Coyne Racing w/ Rick Ware Racing | Dallara DW12 | Honda | ALA    | STP    | TXS 15 | TXS 21 | IMS    | INDY 25 | DET    | DET    | ROA    | MDO    | NSH    | IMS    | GTW    | POR    | LAG    | LBH    |        |        | 32.º   | 34     |
| 2024 | Rahal Letterman Lanigan Racing        | Dallara DW12 | Honda | STP 13 | THE 12 | LBH 24 | ALA 27 | IMS 14 | INDY 32 | DET 13 | ROA 16 | LAG 14 | MDO 24 | IOW 20 | IOW 20 | TOR 19 | GTW 14 | POR 25 | MIL 18 | MIL 21 | NSH 21 | 19.º   | 186    |

#### 500 Milhas de Indianápolis
| Ano  | Chassi  | Motor | Largada | Término | Equipe                                 |
| ---- | ------- | ----- | ------- | ------- | -------------------------------------- |
| 2021 | Dallara | Honda | 13      | 25      | Dale Coyne Racing com Rick Ware Racing |
| 2024 | Dallara | Honda | 30      | 32      | Rahal Letterman Lanigan Racing         |